# Ochiai-juku

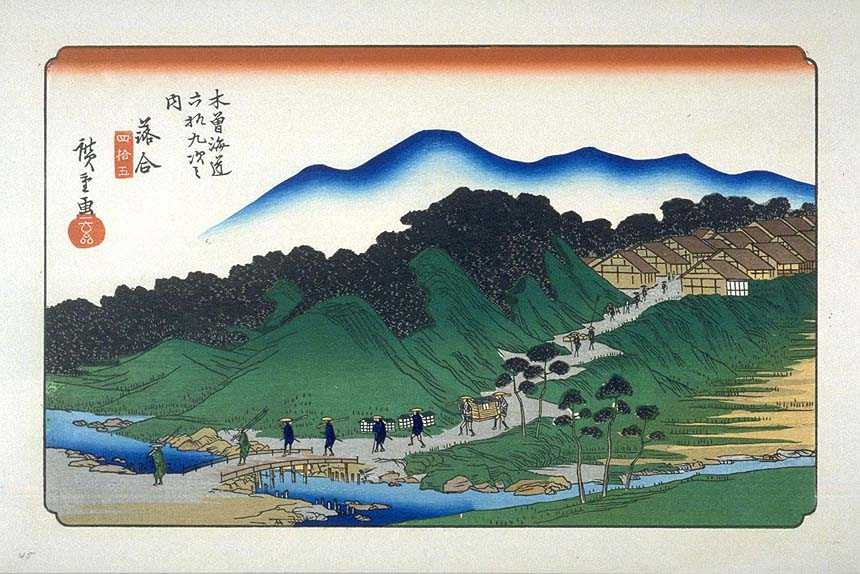
Ochiai-juku sur une estampe de Hiroshige, partie de la série des 69 Stations de la Nakasendō.

Ochiai-juku (落合宿, Ochiai-juku) était la quarante-quatrième des 69 stations du Nakasendō. Elle est située dans la ville actuelle de Nakatsugawa, préfecture de Gifu, Japon.  Le honjin et le sous-honjin, de même que quelques lampadaires de vieilles rues, proviennent de la période Edo. Les honjin étaient les principales aires de repos dans les anciennes villes relais et très peu subsistent aujourd'hui. Il y a dix collines qu'il faut traverser pour atteindre Ochiai-juku à partir de la précédente ville relais de Magome-juku.

## Villes relais proches
Nakasendō
Magome-juku – Ochiai-juku – Nakatsugawa-juku